# Хрватско католичко удружење
Хрватско католичко удружење (ХКУ, хрв. Hrvatska katolička udruga), односно Хрватска католичка заједница (ХКЗ), била је политичка странка која је почетком 20. вијека дјеловала у Босни и Херцеговини, тада у саставу Аустроугарске. Вођа јој је био католички врхбосански надбискуп др Јосип Штадлер, а окупљала је већином хрватско становништво. Била је блиска Чистој странци права у Хрватској и Славонији, а залагала се за уједињење Босне и Херцеговине са Хрватском, у саставу Аустроугарске.
Због свог дјеловања ХКУ је долазила у оштар сукоб са муслиманском странком МНО, као и са српском странком СНО, које су, свака из својих разлога, тражиле више аутономије за Босну и Херцеговину. Највећи проблем странке био је тај што није имала базу међу Хрватима у Босни и Херцеговини. То се одразило на изборима за Босанско-херцеговачки сабор 1910. године, на којима је ХКУ освојила мање мандата од Хрватске народне заједнице, коју је основао дотадашњи Штадлеров сарадник и бивши праваш др Иво Пилар.